# Midden-Duits voetbalkampioenschap 1903/04
In 1903/04 werd het derde voetbalkampioenschap gespeeld dat georganiseerd werd door de Midden-Duitse voetbalbond. VfB Leipzig werd echter eerder al als titelverdediger afgevaardigd naar de eindronde om de Duitse landstitel. De club versloeg eerst Victoria Magdeburg en dan Duisburger SpV na verlengingen. VfB plaatste zich zo voor de finale tegen BTuFC Britannia 1892, maar deze wedstrijd werd niet gespeeld. In het reglement stond dat de wedstrijd op neutraal terrein gespeeld moest worden, maar dat was financieel niet haalbaar. Hierop protesteerde Karlsruher FV, dat met 6-1 verloren had op het veld van Britannia, waardoor de wedstrijd uiteindelijk afgelast werd.
Hoewel de finale van Midden-Duitsland niet gespeeld werd uiteindelijk kreeg Leipzig de titel wel toegekend van de bond.

## Deelnemers aan de eindronde
| Club        | Gekwalificeerd als            |
| ----------- | ----------------------------- |
| VfB Leipzig | Kampioen van Noordwest-Saksen |
| Dresdner SC | Kampioen van Oost-Saksen      |

## Finale
De geplande finale op 5 juni werd uitgesteld naar  19 juni maar ook die werd uiteindelijk niet gespeeld. Op 23 juli werd beslist om de finale niet meer te spelen, daar Leipzig als titelverdediger reeds in april deelgenomen had aan de nationale eindronde. 
|                     |             |  |             |         |
| 5 juni/19 juni 1904 | VfB Leipzig |  | Dresdner SC | Leipzig |
| 5 juni/19 juni 1904 |             |  |             | Leipzig |